# Казанский, Денис Олегович
Денис Оле́гович Каза́нский (род. 23 апреля 1979 года, Липецк, СССР) — российский спортивный телекомментатор, работающий преимущественно на трансляциях футбольных и хоккейных матчей. Работал на телеканалах «НТВ-Плюс» (2005—2015) и «Матч ТВ» (2015—2021), с 14 ноября 2021 года — комментатор «Первого канала».

## Биография
Денис Казанский родился 23 апреля 1979 года в Липецке, в семье педагогов. Отец — Казанский Олег Анатольевич, профессор ЛГПИ, мать — преподаватель истории Павловская Людмила Васильевна.
С 1986 по 1996 год учился в гимназии № 12 г. Липецка. В восемь лет начал заниматься хоккеем в детско-юношеской спортивной школе под руководством Менгалиева Х.С. В 1996 году поступил на филологический факультет с углубленным изучением английского языка Липецкого государственного педагогического института.
После окончания института проходил службу в ракетно-артиллерийских войсках Российской Федерации.

## Телевидение

### Телеканал «ТВК» (Липецк)
Во время учёбы в ЛГПИ начинает работу на местной телекомпании «ТВК», вначале как ведущий спортивных новостей. В дальнейшем ведущий новостей и корреспондент телекомпании. В 2003 году вместе с программой «ТВК-Новости» выигрывает приз «Тэфи-Регион» в номинации «Ежедневная информационная программа».

### НТВ-Плюс/Матч ТВ
В 2005 году принял участие в конкурсе комментаторов «Шанс» спутникового оператора «НТВ-Плюс», и стал победителем вместе с Михаилом Поленовым и Олегом Пирожковым, после чего получил приглашение на работу в телекомпанию «НТВ-Плюс» и в январе 2006 года переехал в Москву. На телеканалах производства компании сначала был редактором и корреспондентом (в том числе и в «Футбольном клубе»), затем вёл передачи о футболе и хоккее, комментировал различные соревнования в России и за рубежом, в числе которых: Олимпийские игры, чемпионаты мира и Европы по футболу и хоккею, финалы Лиги Чемпионов и Лиги Европы, КХЛ и НХЛ. Также с 2009 по 2015 год вёл обзорные передачи и комментировал футбольные трансляции на основном канале НТВ.
С 1 ноября 2015 года, в связи с расформированием спортивной редакции на «НТВ-Плюс», занял должность комментатора и ведущего программ на новом спортивном телеканале «Матч ТВ». В сентябре 2021 года объявил об уходе с «Матч ТВ» после 6 лет работы.

### Первый канал
С 2020 года (до официального перехода на Первый канал) Казанский регулярно появляется в эфире интеллектуальной игры «Что? Где? Когда?» в качестве представителя спонсора игры — букмекерской компании.
В ноябре 2021 года Казанский стал комментатором «Первого канала». Он работает на транслируемых каналом футбольных и хоккейных турнирах, а также стал основным ведущим Олимпийской студии во время Олимпиады-2022. Первым комментируемым матчем была игра отборочного турнира чемпионата мира по футболу 2022 между сборными Хорватии и России, которая состоялась 14 ноября.
С марта по июнь 2023 года — ведущий программы «На футболе с Денисом Казанским», возрождённой, спустя 20 лет, футбольной передачи главного канала страны.
В ночном вещании Первого канала в рамках дискуссионного проекта «Подкаст.Лаб» ведет два спортивных подкаста «Футбол не хоккей» и «Хоккей не футбол», в котором общается с популярными спортсменами этих видов спорта.

### Медиаактивность
В 2019 снялся в роли комментатора в фильме-байопике Ильи Учителя «Стрельцов». В роли-камео сыграл в сериале «Крюк» (2021).
Вместе с известным футболистом Дмитрием Сычёвым является соведущим проекта «Сычёв подкаст и Денис Казанский», который выходит на нескольких платформах.
С 2019 постоянный резидент YouTube проекта «Коммент. Шоу». Вместе с Нобелем Арустамяном, Константином Геничем и Романом Гутцайтом беседует с популярными футболистами и тренерами.
Казанский выступал как ведущий и автор YouTube-канала о хоккее «Скользкий лед». По данным сервиса Social Blade, в 2023 году на «Скользкий лед» было подписано 124 000 человек. Спонсором канала выступала букмекерская компания Winline, и в январе 2024 года канал был закрыт в рамках волны блокировок рекламы букмекеров. Взамен закрытого канала был запущен новый — «Скользкий Лед — Lite», позже «Скользкий лед New».

## Личная жизнь
Воспитывает двух сыновей — Матвея и Максима.